# كريستيان كونستانتين
كريستيان كونستانتين (7 يناير 1957 في سويسرا - ) هو مهندس معماري ومدرب كرة قدم ولاعب كرة قدم سويسري في مركز حراسة المرمى. لعب مع نوشاتل زاماكس ‏.

## وصلات خارجية
- كريستيان كونستانتين على موقع قاعدة بيانات كرة القدم.إي يو (الإنجليزية)